# Katolicizmus
A katolicizmus a kereszténység azon ága, amely elismeri a pápa és a vele közösségben lévő püspökök tekintélyét, különösen tanaik meghatározása, közvetítése és istentiszteletük megszervezése tekintetében. A Földön élő mintegy 1,36 milliárd névleges katolikussal (2022) ez a legnagyobb keresztény felekezet.
A katolikus jelző a nikaiai hitvallásra utal és egyetemest, általánost jelent. Azért egyetemes, mert a katolikus egyházhoz bárki, bármilyen származású ember csatlakozhat. Ez a felfogás a Krisztus utáni első században forradalmi volt, mert majdnem minden népnek, államnak sajátos hitvilága volt. Így például a zsidó valláshoz csak izraeliták – a választott nép tagjai – tartozhattak. Katolikus az, akit megkereszteltek – szentelt vízzel a katolikus egyház keretein belül. Elfogadja, hogy tagjai különféle nemzetekhez tartoznak, de helyteleníti azt, hogy a nemzet érdekét az egyház érdeke elé helyezzék.

## Etimológia
A szó eredete a görög katholikosz, amely a kata holon kifejezésből ered. Ez a kata elöljárószóból („valami felé”, „valami szerint”) és az „egészet”, „tökéleteset” jelentő holon melléknévből származik. A katholon jelentése tehát: „az egészhez tartozó”, „teljességben és harmóniában levő”, „egész szerinti”. A fogalom lényege az egyházi szóhasználatban: „tökéletes módon birtokolni Jézus Krisztus létének minden gazdagságát, a hit teljességét (depositum fidei) és az üdvösség minden eszközét” (az Első vatikáni zsinat definíciója).
A katolikus elnevezés már az 1. század végén megjelent az apostoloktól eredő hagyomány értelmében, és azt tartalmazza, hogy a kereszténység egyéb felfogásaitól eltérően az apostoloktól kiinduló hagyománynak kell elterjednie mindenütt (kath’ holu) s kell elfogadottá válnia. A katolikus szó első ismert feljegyzésével, Antiochiai Szent Ignácnál találkozunk, a 110-ben keletkezett Szmirnai levélben.

### Szóhasználat
A katolikus kifejezésnek több jelentése is van:
- A felekezeti[13] különbözőségek ellenére minden keresztény az egyetlen egyház (katolikus kifejezéssel az Anyaszentegyház) része. (Ezt az „egyetemes” értelmezést a Nikaia–konstantinápolyi hitvallás és az Apostoli hitvallás is használja.)
- A nyugati katolikus egyház és a keleti autonóm katolikus részegyházak minden tagja, hite és hat különféle rítusának gyakorlata.
- Azok a keresztény egyházak, akik püspökségüket egészen az apostolokra vezetik vissza, így magukat a hívők széles, „egyetemes” teste részének tekintik, és ilyen értelemben magukat katolikusnak tartják, de nem tartoznak a katolikus egyház részegyházai közé. Ilyenek az ún. ortodox egyházak, a néha „felső anglikánus”-oknak nevezett angol katolikus az ókatolikus egyházak, s az ókeleti egyházak. Mindezek az egyházak a katolikus egyházhoz hasonló fordításokban használják a Nicea-konstantinápolyi hitvallást: „… hiszek az egy, szent, katolikus és apostoli anyaszentegyházban”.

Megjegyzendő: Nem minden keresztény felekezet tekinti magát a szélesebb katolikus egyház részének. Bár magukat keresztényeknek vallják és származásukat szintén az apostolokra vezetik vissza, mégsem vállalnak részt az olyan ősi egyházi szervezetekből, mint például a püspöki hivatal.
A korai keresztények a katolikus kifejezést szó szerinti értelemben használták az egységes, osztatlan egyház leírására. Később az egyházatyák a szektás- és eretnek csoportoktól való megkülönböztetésül kezdték használni e kifejezést.
Ma a hétköznapi életben a „katolikus” szót leggyakrabban a második jelentésben használják, azaz elsősorban a katolikus egyházra, annak különféle hagyományaira, a katolikus egyház tagjaira és azok közösségeire, a katolikus egyház híveinek életével kapcsolatos dolgokra vagy jelenségekre vonatkoztatják, és a legtöbben ezen belül is a nyugati (latin rítusú) katolikus egyházra gondolnak.

## Eszmeiség
A katolikus eszme (katolikusság, katolikum) – melynek szervezetbéli kifejeződése a katolikus egyház – a világtörténelem egyik meghatározó ereje. Ebben a szervezetben, mint bármelyik történelmileg sikeres szervezetben, ellentétek együttese figyelhető meg (complexio oppositorum), anélkül azonban, hogy ezek ellentmondások lennének.
A katolikus egyház (más néven: Anyaszentegyház, vagy egyszerűen egyház) saját nézetük szerint Isten országának, a mennyországnak földi megvalósulása, Isten országa a Földön. A mennyország Isten országa, melyet Krisztus, Dániel jövendölésével egybehangzóan hirdetett, a világot átható éltető erő, szántóföld melyben búza és konkoly rejtőzik az aratás napjáig, a földreszállott és Krisztusba öltözött örökkévalóság. Az egyház tulajdonképpeni énje: Krisztus, az Úr. Az egyház Krisztus misztikus teste, melyben maga a fej Krisztus, a tagok pedig Krisztus testének tagjai. Krisztus maga él az egyházban, mégpedig vele lényegileg összeforrva. Krisztus szeretetét az egyház iránt a Krisztus jegyese hasonlat jeleníti meg.

### Dogma, erkölcs, kultusz
Az egyház eme természetfölötti (krisztusi) lényegének hármas kifejeződése a dogma, az erkölcs és a kultusz.
A dogmák főbb csoportjai a következők: 
- a krisztológia dogmái,[20]
- a megváltás dogmái,[21]
- a Szentháromság dogmái,[22]
- a mariológiai dogmák,[23]
- a kegyelem dogmái,[24]
- az egyházról, szentségekről és szentelményekről szóló dogmák,[25]
- az utolsó vagy végső dolgok dogmái.[26]

A katolikus egyház dogmái Krisztus köré csoportosulnak, Krisztus vonásait, tulajdonságait, minőségeit – élő, megváltó, uralkodó, irányító – mutatják be, tárják elénk.
A katolikus erkölcs lényege az egyházi tanítás, fegyelem és nevelés útján a hívőben második Krisztust formálni (ahogy az egyházatyák kifejezik: őt krisztusivá tenni. Ez a kereszténység egységét is biztosítja.
A katolikus kultusz központjában szintén a krisztuskapcsolat, krisztussal telítettség áll, mely a szertartás (liturgia) és a szentségek útján fejeződik ki.
Elsősorban dogma, erkölcs és kultusz fejezik ki leginkább az egyház ama tudatát, hogy származása természetfölötti, – hogy ő Krisztus teste. Az egyház semmi egyéb sem kíván lenni, mint Krisztus teste, mint istenemberi lényének történelmi megnyilvánulása. Az egyház minden ereje és hatalma a megdicsőült Krisztusból származik.

### Szentségek
A szentségek Isten szeretetének látható és hatásos jelei, bizonyítékai annak hogy Jézus közöttünk él és működik. A keresztény élet a szentségekkel és a megváltás hitével szorosan egybefonódik. A szentségek nem jelképek, vagy puszta emlékeztetők.
A hét katolikus szentség középpontjában az eucharisztia, más néven (a Legméltóságosabb) oltáriszentség áll, amely köré az összes többi csoportosul: 
- keresztség;[34]
- bérmálás;[35]
- bűnbánat avagy gyónás;[36]
- betegek kenete vagy utolsó kenet;[37]
- házasság;[38]
- egyházi rend vagy papi rend.[39]

Kiemelt figyelmet érdemel az Oltáriszentség, mely a legmélyebb és legszentebb szentség. Jézus önnönmagát, istenemberi személyét adja, hogy eledelként szolgáljon. „Testét esszük és vérét isszuk.” Jézus annyira szereti népét, hogy áldásán és erején kívül valóságos istenemberi énjével is közte él, „hogy test-és vérközösséget vállal vele, hogy lényével eggyé lesz, mint a fürt a szőlőtőkével.” Krisztus teste és vére szentségi táplálék marad az Oltáriszentségben, amíg világ a világ (Krisztus második eljöveteléig). Az Oltáriszentség által Jézus a hívők szívében és emlékezetében marad, korokon átívelően. Látható tehát, hogy a szentségek, és azon belül leghívebben az Oltáriszentség jeleníti meg, hogy a hívek Krisztusnak, Krisztus misztikus testének tagjai. Ezért felületes és elutasítandó az, ha az egyház szentségeit vagy szertartásait ilyen vagy olyan pogány kultuszból igyekeznek levezetni. A katolikus szentségmisztikában domborodik ki az egyház alaplényege: hogy Krisztus tovább él benne.
Ebből kifolyólag katolikus szempontból a reformáció és protestáns terjeszkedés okozta legnagyobb kár, hogy a Legméltóságosabb Oltáriszentséget és az Eucharisztia tiszteletét (szentségimádás) egész országok és régiók (pl skandináv országok, ahol államvallás a protestantizmus) részére teszik ill. tették hivatalosan, állami eszközökkel elérhetetlenné, e leghathatósabb isteni kegyelemeszköz segítségétől megfosztva és az üdvösségtől elrekesztve nagy tömegeket juttatva a pokolra. A XX. század kommunista diktatúrái a hivatalos állami ateizmus és katolikusüldözés révén hasonló hatást fejtettek ki, mely néhol még ma is tart (Kína, Észak-Korea).

### Apostoli utódlás és hierarchia
Az egyház egész alkotmányos élete kimondottan arisztokratikus, mert felülről, Krisztustól függ. A Krisztusban megnyilatkozott Istenből áramlik ez az új erő az apostolokon át az egyházba. Az apostolok nem önjogon működtek, hanem küldöttekként, mint Krisztus helyettesei: „Aki titeket hallgat, engem hallgat és aki titeket megvet, engem vet meg, aki pedig engem megvet, Azt veti meg, Aki engem küldött”. És az apostolok – amint azt újszövetségi írások, főképp pásztorlevelek bizonyítják – mindenütt, ahol új hitközséget alapítottak, az elsőket, vagyis az első megtérteket kézföltétellel elöljárókká nevezték ki, hogy azok – Szent Péter kifejezése szerint (1Pt 5,2) – "helyettük legeltessék Isten nyáját." Elmondható, hogy az egész ókeresztény irodalom bizonyítja ezt a gondolatot. Az egyházi hivatal tehát az apostoli utódláson (successio apostolica), vagyis a kézfeltétel útján továbbruházott küldetésen alapul, melyet Krisztus adott az apostoloknak.

### Történelmi küldetése és jellege
Az egyház a történelem folyamán fokozatosan egyre jobban kiterjed az egész emberiségre, egészen addig, amíg „az evangéliumot hirdetik az egész Föld kerekén” (Mt 24,14).
Az egyház kiterjesztését a földkerekség minden tájára maga Jézus adta parancsba: „Elmenvén tanítsatok minden nemzetet, megkeresztelvén őket az Atyának, Fiúnak és Szentléleknek nevében.” (Mt 28,13) Ezt hívják térítésnek, ill. missziónak. A pünkösdi nyelvcsoda is ezt igazolta, ahol az apostolok az összegyűltek nyelvén kezdték hirdetni az igét, ahelyett hogy saját nyelvükön (arámiul vagy héberül) beszéltek volna. Az egyház a Földön az Istenországot terjeszti el, egy minden nemzetiségi- vagy más földi szemponton túl érvényesülő, tisztán valláserkölcsi hatalmat. Kincsei a bűnbocsánat és kegyelem, törvényei pedig a Hegyi beszéd erkölcsi parancsai.
A fiatal egyház Péter és Pál segítségével hamar megszabadult azoktól a zsidó vonásoktól, amik őt e világmissziós küldetésben hátráltatták; Péter a pogány Kornéliusz százados, Pál pedig a mózesi törvény meghaladása révén. A katolikus egyház egyetemes érvényű, az egész világra kiterjedő igénnyel lép fel. A történelem folyamán e küldetése sokszor nehéz helyzetbe került, amikor a német császár vagy francia király próbálta uralma alá hajtani, de mindannyiszor sikeresen ellenállt, megvédve az Istenországot. A katolikusság minden népből kiválasztja a legjobb tulajdonságokat, magába építi, magában megtisztítja és napfényre deríti, és az egész világra szétárasztja.

### Emberkép
A katolikum az egész embert vallja, az egész ember felé fordul, szöges ellentétben azzal, amit Luther és protestáns irányzatok többsége az emberi természetről (a bűnbeesés kapcsán) tanít. A bűnbeeséskor az történt, hogy az ember értelme elhomályosult, akarata meggyengült, mert az megfosztotta az embert az isteni élet- és szeretetközösségtől, elszakította az embert annak természetfölötti céljától. Az emberi természet rendje azonban sértetlen maradt, maga az emberi természet nem romlott meg. Az embernek az egyházi kinyilatkoztatás elfogadásával lehetősége nyílik, hogy egész természete Isten felé forduljon, őt szolgálja. Belső természete változatlan marad, de az irányvétele gyökeresen megváltozik, immáron Istenre irányulva. Az ember természetét, mint egy épületet az Isten újjáalkotja, de a meglévő köveket felhasználva.
Az egyház tanításában a tesi, érzéki tulajdonságoknak helye és szerepe van. A testtisztelet adott határokon belül egészséges és üdvös, ezt az egyház minden korban határozottan védelmezte a testtagadó eretnek szektákkal szemben. Isten föl fogja támasztani testünket; ennek nyomán a katolikum nagy hangsúlyt helyez a templomokban és általában az ábrázolásra (festmény, szobor). Krisztus testileg megkeresztelkedett a Jordánban, nyálából sarat csinálva és a vak ember szemét megkenve gyógyította meg őt; eledelül adja testét és vérét; feltámadása után a kenyeret megáldva együtt evett tanítványaival. Az egyház is ennek nyomán alkalmaz látható jeleket – szentelmények (sacramentaria) – melyek kegyelmeket közvetítenek. Ennek pedagógiai elérménye is van: az egyszerűbb hívek, akiknek érzékelése jobban vagy teljesen az érzékiekhez tapad, érzékelhetően kapcsolódhatnak a szenthez. A szenteltvíz, húsvéti barka, keresztvetés, keresztjel rajzolása, jegygyűrű, szentelt só stb ennek kifejeződései, amely "a katolikus egész ösztönéletének, az egész vonalon égbetörő – a látható által a láthatatlanhoz vezető – irányt ad".
Az ember érzéki természetéhez hasonlóan ragadja meg az egyház a hívő szellemi, értelmi képességeit is. Az egyház egész hittudományát az értelem világítóerejébe vetett bizalom uralja.
Az emberi lélek szellemi voltának, halhatatlanságának és Isten létének felismerésére – preambula fidei – az ember természet a józan ész – ratio – világánál képes eljutni. Isten léte egy fontos kezdő felismerés az üdvösség útján.

## Szervezeti alapjai, felépítése
A katolikus egyház intézményes megjelenési formában, hierarchikusan van jelen a társadalomban. Összesen 24 eltérő szertartású és különböző hagyományokkal rendelkező autonóm részegyházból áll, amelyek közül a legnagyobb a nyugati katolikus egyház, (pontosabban latin rítusú katolikus egyház). A többi közösséget összefoglaló néven keleti autonóm részegyházaknak, régebbi kifejezéssel unitus (azaz egyesült) egyházaknak nevezik – ezek a nagy egyházszakadás után a keleti egyházak azon kisebb részei, melyek később csatlakoztak a római katolikus egyházhoz, megtartva saját liturgikus és egyházfegyelmi hagyományaikat. Ezek közül Magyarországon legismertebb a görögkatolikus egyház.
A katolicizmus egységét három alapvető kötelék biztosítja:
- közösség a hitben, amelynek legfőbb tanítója a pápa;
- közösség a liturgia ünneplésében;
- a részegyházak apostoloktól eredő és megszakítatlan jogfolytonossága.

### Teológiai magyarázata
A katolikus egyház feje Róma mindenkori püspöke, a pápa, akit Péter apostolnak, a katolikus hagyomány szerint Róma első püspökének, a legfőbb apostol utódjának tekintenek. Ezért Jézus Krisztus földi helytartója a pápa a római püspök, és a részegyházak hívei is helyi közösségben ragaszkodnak a törvényes pásztorhoz, tehát az apostoli jogfolytonosság általi Krisztus-hirdetéshez. A római egyház elöl jár a szeretetben. Bennük együtt él az egyetlen katolikus egyház. Krisztus akaratával párhuzamosan egyetemesnek kell lennie a kereszténységnek (1Kor 1.10), részegyházaiban nem laza, hanem népeiben, kultúrában, kifejezésmódjaikban különböző, de osztatlan, egyetemes egyház.

## A katolicizmus célja
- Az egyház; Egy, szent, egyetemes (katolikus), és apostoli vallás, amely négy tulajdonságában összefüggnek.[70]
- Meghívás Krisztus üdvösségében való részvételre.
- A tévedések, elszakadások, megosztottságok egységbe hívása.
- A katolikus papság alapvető célja, és feladata a testi-lelki tisztításban való részvétel. A hívők bűnbánat által végzik el a szentgyónást, amelyre a pap – legtöbb esetben – feloldozást ad, azaz kiszolgáltatja a szentséget – melyre egyedül ő hivatott.

A katolikus hit szerint a tiszta lélekre azért van szükség, hogy a Szentlélek munkálkodni tudjon az emberben.

## Istenkép

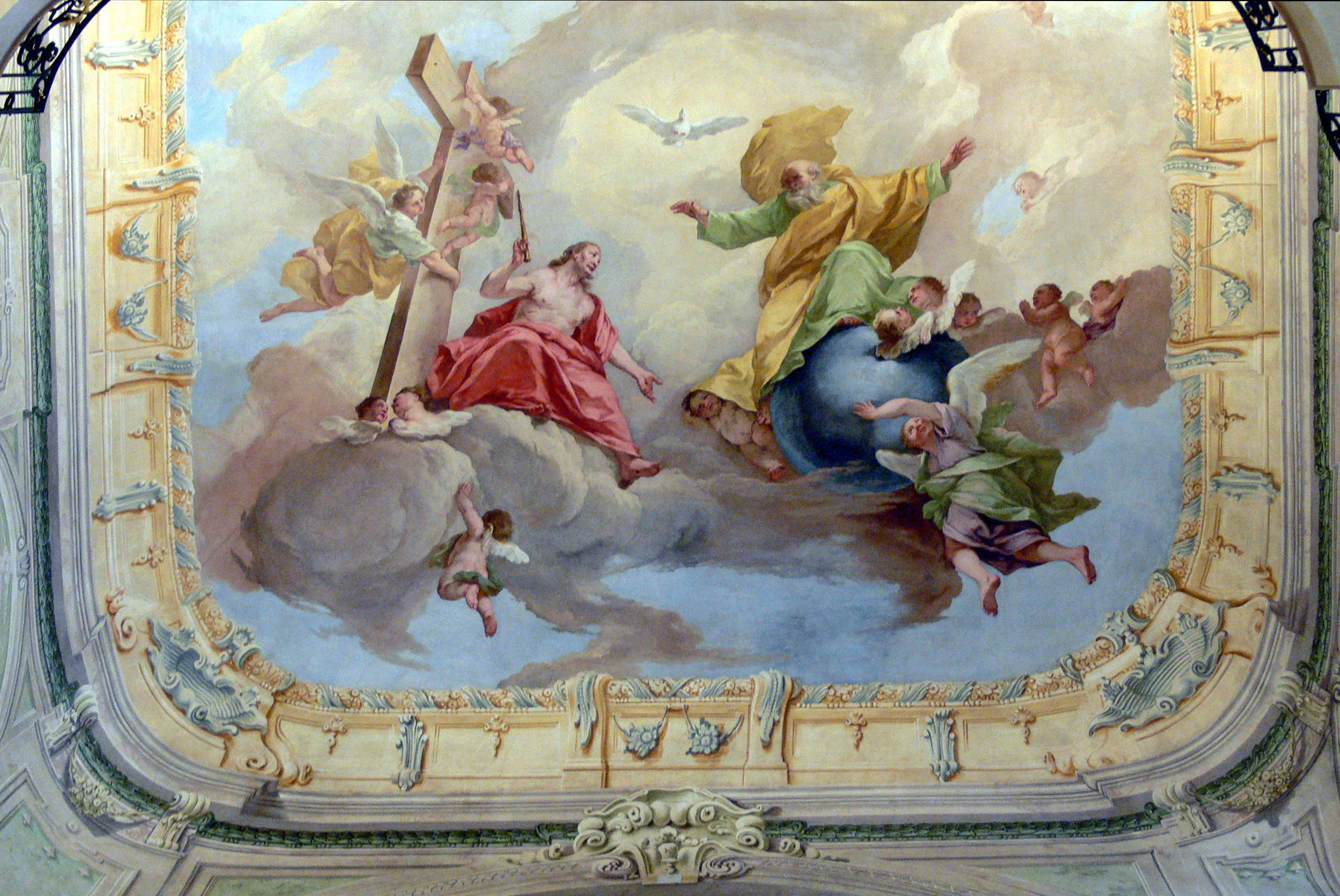
Szentháromság freskó, Rožmberk palota, Prága.

Alapja a Szentháromságban való hit: az egyetlen Istenben három személy, az Atya, a Fiú (Krisztus) és a Szentlélek egysége és szeretetkapcsolata. Jézus Krisztus az Isten egyszülött Fia, Isten egyedüli megtestesülése, azaz Isten Fia és maga az Isten.
A katolikus Istenkép alapja a szeretet. Ezt az egyházatyák Isten Fiának, Jézus egyetlen parancsából következtették ki: "Új parancsot adok nektek: Szeressétek egymást." Ez a katolikus Újszövetség. Szövetség a szeretetre, amely kibővül az ellenség szeretetére is. Az Isten akkor is szeret minket, ha mi emberek elfordulunk Istentől. Isten akkor is szeret, ha baj ér minket, és vádolja az ember Istent. Isten számára a lelki üdvösségünk fontosabb, mint a test kívánalmai, mert a lélek örök életet nyerhet a test viszont nem – (illetve a feltámadás misztériumában, hittitkában a test is kaphat örök életet).
Amikor Jézustól kérdezték, hol van az Atya, akkor azt felelte Én az Atyában vagyok, az Atya énbennem. Továbbá a Hiszek egy... kezdetű imában benne foglaltatik, hogy ott ül (Jézus) az Atya jobbján.
Mózes első könyve azaz a Teremtés könyve, a világ keletkezésének szó szerinti leírása, némely irányzat szerint. Az egyház azonban fenntartja, hogy Isten az emberiség számára meghagyta nemcsak a Biblia természetfölötti sugallatát, hanem az észszerű emberi elme általi természeti kinyilvánításait is. Szerintük a teremtés hét napjából „egyetlen nap” összhangba hozható azzal, hogy Isten nem a mi időfogalmunkban gondolkozik, ezért nem a földön elmúlt egy napra kell gondolni. Isten a világmindenséget semmiből teremtette, így ha a „Nagy Bumm”, az ősrobbanás elmélete igaz, akkor Isten teremtette, vagy okozta azt. Hasonlóan, ha az evolúció volt az a folyamat, ami az élet különböző formáit létrehozta, akkor az az Isten akarata szerint és ellenőrzése alatt történt.

## Katolikusok a ma társadalmában
A katolikus hit mélyrehatóan foglalkozik a bűn és a megváltás kérdéseivel. Napjainkban a közvélemény előtt nagy hangsúlyt kapott vitapontok:
- magzatelhajtás (abortusz).
- eutanázia (kegyes halál) gyilkosság, és mint ilyen, bűnös, a kiközösítéssel járó cselekedet.
- a megtermékenyített embriók elpusztítása és az azzal járó orvosi kutatás megengedhetetlen.
- a házassági kötelék szentségnek minősül és felbonthatatlan.
- a homoszexuális aktusok természetellenességük miatt bűnösök.
- A halálbüntetés csak teljesen kivételes esetben van jóváhagyva.

A bűn azonban feloldható, a bűnbánattal, melynek kiszolgáltatója csakis felszentelt pap lehet.
- A nők a legnagyobb tiszteletnek örvendenek anyai és feleségi szerepükben.
- A család tiszteletére a 2011-es évet hirdette meg a katolikus papság. Ezzel kapcsolatban példának említik a Szent Családot, (Szent Józsefet, Szűz Máriát és Jézust.)

## További tudnivalók
- A Vatikán honlapja(angolul)
- A Magyar katolikus egyház honlapja
- A Magyar Görögkatolikus egyház hivatalos honlapja
- Egy, a pápával szemben álló, magukat igaz katolikusoknak tartó keresztény csoport honlapja
- Jean-Pierre Moisset: A katolicizmus története; ford. Cseke Ákos, Désfalvi-Tóth András; Bencés, Pannonhalma, 2012 (Napjaink teológiája sorozat)
- Mary Frances Budzik–Michael Kerrigan–Charles Phillips: Katolicizmus. Képes enciklopédia; ford. Varga Csaba Béla; Kossuth, Bp., 2012